# Барба, Алонсо Альваро
Алонсо Альваро Барба (исп. Álvaro Alonso Barba; 1569—1662) — испанский металлург и химик.

## Биография
Родился  15 ноября 1569 года в Андалусии.
После изучения теологии отправился в Вест-Индию, где служил в качестве священника в Перу. Известно, что в 1615 году он находился в Тиуанако, позже — в San Cristóbal de Lípez (ныне департамент Потоси). Затем находился в Боливии, где начал проводить свои первые исследования по амальгамации. Путешествовал по странам Вест-Индии, исследовал природные богатства, находился в шахтах, занимался обогащением руд и извлечением из них металлов. 
На некоторое время возвращался в Испанию, но вернулся в Боливию, где и умер в 1662 году (по другим данным в 1661 году)).
Был известен своим трудом Arte de los Metales, опубликованным в Мадриде в 1640 году, который был переиздан на французском и английском языках.